# 4 août 1992
Le mardi 4 août 1992 est le 217e jour de l'année 1992.

## Naissances
- Binta Senghor, lutteuse sénégalaise
- Cole Sprouse, acteur américain
- Cor Akim, musicien congolais
- Daniele Garozzo, escrimeur italien
- Domingo Germán, joueur de baseball dominicain
- Dylan Sprouse, acteur américain
- Frederik Rønnow, joueur de football danois
- Refiloe Jane, footballeuse sud-africaine
- Romain Arneodo, joueur de tennis français
- Sebastian Kłosiński, patineur de vitesse polonais
- Tetori Dixon, volleyeuse américaine
- Timur Safin, escrimeur russe

## Décès
- František Tomášek (né le 30 juin 1899), cardinal de l'Église catholique romaine
- Franz Schubert (né le 5 décembre 1905), politicien allemand
- Seichō Matsumoto (né le 21 décembre 1909), écrivain japonais

## Événements
- Découverte des astéroïdes (12321) Zurakowski,  (21107) 1992 PZ4, (23510) 1992 PA2 et (23511) 1992 PB2
- Fin des épreuves de badminton aux Jeux olympiques d'été de 1992
- Sortie du 3e album de Faster Pussycat : Whipped!
- Sortie de la chanson Would I Lie to You? interprétée par Charles & Eddie